# طيف سياسي

الطيف السياسي هو نظام لتوصيف وتصنيف المواقف السياسية المختلفة من خلال مقارنتها ببعضها البعض. تقع هذه المواقف على محور أو أكثر من المحاور الهندسية التي يمثل كل منها بعداَ سياسياً مستقلاَ. تُستخدم أيضًا تعابير البوصلة السياسية والخريطة السياسية للإشارة إلى الطيف السياسي، لا سيما في النماذج ثنائية الأبعاد ذات الشعبية.
تشمل معظم الأطياف المستخدمة محور اليسار-اليمين، الذي أشار في الأصل إلى ترتيب جلوس أعضاء البرلمان الفرنسي بعد ثورة (1789-1799)، حيث انقسم الراديكاليون يساراً والارستقراطيون يميناَ. ويُنظر دوليًا اليوم إلى الشيوعية والاشتراكية كنظم يسارية وإلى التوجهات المحافظة والرجعية كنظم يمينة، في حين تصنف الليبرالية تبعاَ لسياقها، حيث تعتبر يساراَ في حالة الليبرالية الاجتماعية ويميناَ في حالة الليبرالية المحافظة أو الليبرالية الكلاسيكية. بينما يتم تصنيف التوجهات المعتدلة بين اليمين واليسار كنظم وسطية. وغالبًا ما تُعرف السياسة التي ترفض الطيف التقليدي من اليسار إلى اليمين بالسياسة التوفيقية،
في العلوم السياسية الحديثة يعتبر الطيف السياسي ذو البعد الواحد (اليسار-اليمين) غير كافٍ لوصف التباين الحالي في المعتقدات السياسية، ويستخدم عوضاَ عن ذلك نماذج ذات أبعاد متعددة، ولكن على الرغم من أن النماذج الحالة المختلفة تستخدم أوصاف متباينة لكل محور، إلا أن أشهر نماذج الطيف السياسي ذات البعدين تنقسم عادة بين القضايا الاقتصادية (على محور اليسار - اليمين) والقضايا الاجتماعية الثقافية (على محور السلطة - الحرية).

## التعريف
يُستخدم مصطلحا اليمين واليسار كوسيلة مختصرة لوصف الأفكار والمعتقدات السياسية والمواقف الأيديولوجية للسياسيين والأحزاب والحركات السياسية المختلفة. وعادة ما يتم التعامل مع اليمين واليسار بوصفهما يعبران عن القطبين أو اللونين الرئيسيين للطيف السياسي، وهو ما يمكِّن المحالين من الإشارة إلى «يسار الوسط centre – left و» أقصى اليمين far right""وهكذا.. ويُعد التمثيل الخطي للمجال السياسي من اليمين إلى اليسار إحدى أكثر التطبيقات انتشاراً لمفهومي اليمين واليسار، حيث تقع في أقصى اليمين الخط المتصل الفاشية، والأيديولوجية المحافظة، ثم الليبرالية، ثم إلى اليسار تقع الاشتراكية والشيوعية.
إلا أنه ينبغي إدراك عدم وجود معنى محدد لمفهومي اليمين واليسار؛ فالطيف السياسي- في معناه الضيق- يلخص التوجهات المختلفة تجاه الاقتصاد ودور الدولة: حيث تؤيد الرؤى اليسارية تدخل الدولة والمذهب الجماعي، بينما تفضل الرؤى اليمينية آليات السوق والمذهب الفردي. لكن يفترض أن يعكس هذا التميز اختلافات قيمية وأيديولوجية أكثر عمقاً وإن لم تكن محددة على نحو واضح فثمة أفكار ذات طابع يساري مثل الحرية، المساواة، الإخاء، والحقوق، والتقدمية، والإصلاح، والعالمية.بينما تعتبر أفكار أخرى أكثر ارتباطاً باليمين مثل السلطة والهيراركية والنظام الواجب والتقاليد والرجعية والقومية.وفي بعض الأحيان، يستخدم مصطلحا اليمين واليسار للإشارة إلى تجمعات من الأفراد أو الجماعات والأحزاب التي يربط فيما بينها تشاركها في مواقف أيديولوجية متشابهة.

## الأصل التاريخي للمصطلحات
يشير المصطلحان اليمين واليسار إلى الانتماءات السياسية الناشئة في وقت مبكر من فترة الثورة الفرنسية في الفترة 1789-1799 والتي كانت تشير في الأصل إلى ترتيبات الجلوس في مختلف الهيئات التشريعية في فرنسا. بالنسبة إلى مقعد رئيس الهيئة التشريعية في المقدمة، جلست الأرستقراطيون على اليمين، وجلس عامّة الشعب على اليسار، وبذلك تشكّلت المصطلحات السياسة اليمينية واليسارية.
في الأصل، كانت النقطة المحددة في الطيف الإيديولوجي هي حكم أترفي («النظام القديم»). وعلى هذا فإن «اليمين» كان يعني ضمنا الدعم للمصالح الأرستقراطية أو الملكية والكنيسة، في حين كان «اليسار» يشير ضمنًا إلى دعم الجمهوريانية والعلمانية والحريات المدنية. ولأن حق التصويت السياسي في بداية الثورة كان مُحدّدًا نسبيًّا، فإن اليسار الأصلي كان يمثل في الأساس مصالح الطبقة البرجوازية، والطبقة الرأسمالية الصاعدة (مع استثناءات ملحوظة مثل جراتشوس بابيوف الذي كان يروج للشيوعية). لقد عبر الساسة الذين يجلسون على اليسار عن دعم مبدأ عدم التدخل والأسواق الحرة لأن هذه السياسات كانت تمثل سياسات مؤيدة للرأسماليين وليس الأرستقراطيين، ولكن خارج السياسة البرلمانية كثيرًا ما تُصنّف وجهات النظر هذه بأنها يمينيّة.
والسبب في هذا التناقض الواضح يكمن في أن أولئك اليسارييين يكونون خارج الهياكل البرلمانية الرسمية (مثل أنصار الثورة الفرنسية)، يمثلون عادة جزءًا كبيرًا من الطبقة العاملة، وفقراء الفلاحين، والعاطلين عن العمل. تكمن مصالحهم السياسية في الثورة الفرنسية في معارضة الأرستقراطية، وعلى هذا فقد وجدوا أنفسهم متحالفين مع الرأسماليين الأوائل. بيد أن هذا لا يعني أن مصالحهم الاقتصادية تتمثل في مبدأ عدم التدخل التي ينتهجها أولئك الذين يمثلونهم سياسيًّا.
مع تطور الاقتصادات الرأسمالية، أصبحت الطبقة الأرستقراطية ذات أهمية قليلة، وحل محلها غالبًا ممثلون رأسمالييون. ازداد حجم الطبقة العاملة مع توسع الرأسمالية وبدأت تجد تعبيرها جزئيًّا عبر السياسات النقابية والاشتراكية والشيوعية بدلًا من أن تكون محصورة في السياسات الرأسمالية التي عبر عنها «اليسار» الأصلي. كثيرًا ما نجح هذا التطور في انتشال الساسة البرلمانيين بعيدًا عن مبدأ عدم التدخل الاقتصادي، رغم أن هذا حدث بدرجات مختلفة باختلاف البلدان، وخاصة تلك التي تتمتع بتاريخ من القضايا مع بلدان يسارية أكثر استبدادية، مثل الاتحاد السوفييتي أو الصين تحت زعامة ماو تسي تونغ.
لذلك، فإن كلمة «اليسار» بلغة السياسة الأميركية يمكن أن تشير إلى «الليبرالية» وتعود إلى الحزب الديموقراطي، في حين أن هذه المواقف في بلد مثل فرنسا تعتبر أكثر ميلا نسبيًّا إلى اليمين أو الوسط عمومًا، و«اليسار» أكثر احتمالًا أن يشير إلى المواقف «الاشتراكية» أو «الديموقراطية الاجتماعية» وليس إلى المواقف «الليبرالية».

## تحقيق أكاديمي
على مدى ما يقرب من قرن من الزمان، بحث ونظر علماء الاجتماع في أفضل السبل لوصف الاختلافات السياسية.

### ليونارد فيرغسون
في عام 1950، حلل ليونارد فيرغسون القيم السياسية باستخدام عشرة مقاييس لقياس المواقف في التعامل مع: تحديد النسل، وعقوبة الإعدام، والرقابة، والشيوعية، والتطور، والقانون، والوطنية، والعقيدة الدينية، ومعاملة المجرمين والحرب. وقدم النتائج للتحليل العامليّ، وتمكن من تحديد ثلاثة عوامل، أسماها بالتمييز الدينيّ، والإنسانية، والقومية. عرّف التدين بأنه الإيمان بالله والمواقف السلبية تجاه التطور وضبط النسل؛ والنزعة الإنسانية باعتبارها مرتبطة بالمواقف المعارضة للحرب، وعقوبة الإعدام والمعاملة القاسية للمجرمين؛ والقومية باعتبارها تصف الاختلاف في الآراء حول الرقابة والقانون والوطنية والشيوعية.
استُنتج هذا النظام تجريبيًّا، بدلًا من ابتكار نموذج سياسي على أسس نظرية بحتة واختباره، كانت أبحاث فيرغسون استكشافية. نتيجة لهذا الأسلوب، يجب أخذ الحرص عند تفسير عوامل فيرغسون الثلاثة، لأن تحليل العوامل سينتج عاملًا مجرّدًا غير تطبيقي سواء كان هناك عامل حقيقي موضوعي أو لا. على الرغم من أن تكرار عامل القوميّة لم يكن متناقضًا أو متضاربًا، تكرّر التوصّل إلى التديّن والانسانيّة عدّة مرات عند فيرغسون وغيره.

### هانز ايسنك
بعد فترةٍ وجيزة، بدأ هانز ايسنك في بحث المواقف السياسية في بريطانيا العظمى. اعتقد أن هناك شيئًا أساسيًّا مماثلًا بين الاشتراكيين الوطنيين (النازيين) من جهة، والشيوعيين من جهة أخرى، على الرغم من مواقفهم المعاكسة على محور اليمين. في كتابه «علم النفس بين المنطق والهراء» (بالإنجليزية: Sense and Nonsense in Psychology) عام 1956، قام ايسنك بجمع قائمة من التصريحات السياسية التي عثر عليها في الصحف والمحطات السياسية، وطلب من أفرادٍ تقييم اتفاقهم أو معارضتهم مع كل منها. قدم ايسنك استطلاع القيمة هذا إلى عملية التحليل العامليّ نفسها التي استخدمها فيرغسون، وحدد عاملين سماهما «الراديكالية» (العامل آر) و«مناقضة الفكر» (العامل تي).
ينتجُ عن هذا التحليل عاملًا قد يتوافق مع ظاهرة العالم الواقعي أو لا، لذلك يجب توخي الحذر في تفسيره. في حين يمكن تحديدُ العامل آر الخاص بايسنك بسهولة على أنه البعد الكلاسيكي «اليسار - اليمين»، فإن العامل تي (الذي يمثل عاملًا مرسومًا في زوايا قائمة بالنسبة للعامل آر) هو أقل بديهيّة، حيث فضل محرزو النقاط الكثيرة السلامية، والمساواة العرقية، والتعليم الديني، والقيود على الإجهاض، في حين كان لدى محرزي النقاط القليلة مواقف أكثر ودًّا تجاه النزعة العسكرية، والعقاب الصارم، وقوانين الطلاق الأسهل، والزواج.
على الرغم من الاختلاف في المنهجية والموقع والنظرية، فإن النتائج التي حققها ايسنك وفيرغسون كانت متطابقة. إن مجرد تدوير عاملي إيزينك 45 درجة يجعل نحصل على نفس عوامل التدين والإنسانية التي حددها فيرغسون في أميركا.

### نموذج مكاني
النموذج المكاني لمساحات الناخبين والمرشحين في فضاء متعدد الأبعاد، حيث يمثل كل بعد مسألة سياسية واحدة، أو عنصرًا فرعيًّا في قضيّة ما، أو سمة مرشح. يُنمذج الناخبون عندئذٍ على أنهم «نقطة مثالية» في هذا الفضاء ويصوتون لأقرب المرشحين إلى تلك النقطة. يمكن أيضًا تحديد أبعاد هذا النموذج للصفات غير السياسية للمرشحين، مثل الفساد المتصور، والصحة، وما إلى ذلك.
يمكنُ عندئذٍ اعتبار معظم الأطياف الأخرى في هذا البند إسقاطات لهذا الفضاء المتعدد الأبعاد على عدد أصغر من الأبعاد. على سبيل المثال، خلصت دراسة أجريت على الناخبين الألمان إلى أن هناك حاجة إلى أربعة أبعاد على الأقل لتمثيل جميع الأحزاب السياسية تمثيلًا كافيًا.

## تنبؤات قائمة على الطيف السياسي
أوضح العالم السياسي الروسي ستيبان سولاكسين أنه يمكن استخدام الأطياف السياسية كأداة للتنبؤ. قدم سولاكشين دليلًا رياضيًّا على أنّ التطوّر المستقرّ (الديناميكيات الإيجابية للعداد يسيدو الهائل من المؤشرات الإحصائية) يعتمد على عرض الطيف السياسي: إذا كان ذلك النطاق ضيّقًا أو واسعًا جدًّا، فإن الركود أو الكوارث السياسية سوف تنشأ. كما أوضح سولاكشين أن الطيف السياسي في المدى القصير يحدد ديناميكية المؤشرات الإحصائية وليس العكس.

## بعض القضايا والانتقادات التي يثيرها المفهوم
لا ينبغي إغفال الطابع الاختزالي التعميمي للمصطلحين، وما يفرضه ذلك من ضرورة التزام الحذر في التعامل معهما. ويمكن تعداد بعض مشكلات التقسيم التقليدي لليمين واليسار على النحو التالي (Heywood,2000,27):
• عدم تقديم مكان مناسب لتسكين الأيديولوجية الفوضوية (الأناركية أو اللاسلطوية) التي يمكن اعتبارها يسارية متطرفة أو يمينية متطرفة في الآن ذاته.
• تجاهل التصنيف التقليدي لوجود تشابهات بين الشيوعية والفاشية نتيجة اشتراكها في النزوع نحو الشمولية .
• اعتماد التصنيف التقليدي لليمين واليسار على اختزال الظاهرة السياسية في بعد واحد هو انقسام الدولة- السوق، مع تجاهل التمايزات الأخرى مثل انقسام التحرري- التسلطي، والأوتوقراطي- الديمقراطي وغيرها .. وفي محاولة لمعالجة هذا القصور، طرحت العديد من التصورات للطيف النضوي (على شكل حدوة حصان، انظر الصورة ) والطيف ثنائي الأبعاد (انظر الصورة ) لتقديم صورة أكثر اكتمالاً في تمثيل مختف المواقف السياسية .
• عدم ملائمة التصنيف التقليدي التعامل مع ظروف قضايا واتجاهات سياسية جديدة مثل النسوية (انظر:أنثوية)، والبيئية الأيكولوجية، وحقوق الحيوان، فضلاً عن تطوير سياسات «الطريق الثالث» التي أظهرت قدراً كبيراً من التداخل بين أفكار اليمين واليسار.

## مواضيع مرتبطة
- أقصى اليمين